# Volcanic Repeating Arms Company
La Volcanic Repeating Arms Company fue una compañía fundada en 1855 por los socios Horace Smith y Daniel B. Wesson para desarrollar dos inventos del armero Walter Hunt: su Bala Cohete y el mecanismo de acción de palanca. La Volcanic produjo una versión mejorada de la Bala Cohete que consistía en una bala cónica hueca llena con pólvora negra y sellada mediante un fulminante, así como una carabina y una pistola con acción de palanca. Mientras que la Volcanic Repeating Arms Company tuvo una corta vida, sus empresas descendientes, Smith & Wesson y Winchester Repeating Arms Company, se convirtieron en unos de los fabricantes de armas de fuego más importantes.

## Historia
El original  Volition Repeating Rifle (fusil de repetición a voluntad) de 1848 diseñado por Hunt fue revolucionario, introduciendo una primigenia forma de la acción de palanca y el cargador tubular que todavía son comunes hoy en día. Sin embargo, el diseño de Hunt distaba mucho de ser perfecto, y solo fueron desarrollados un par de prototipos; el único ejemplar conocido está actualmente en el Firearms Museum de Cody, Wyoming. 

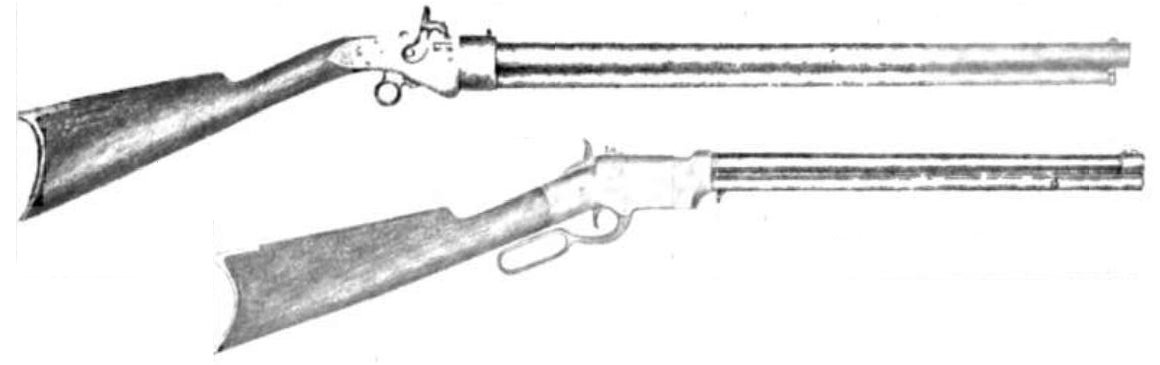
Fusiles Jennings (arriba) y Volcanic (abajo)

Lewis Jennings patentó una versión mejorada del diseño de Hunt en 1849, y versiones de diseño de patentes de Jenning fueron construidas por Robbins & Lawrence Co. de Windsor, Vermont, hasta 1852 (bajo la dirección del supervisor de taller Benjamin Tyler Henry ) y vendidas por C. P. Dixon. Horace Smith también fue contratado por Courtlandt Palmer para mejorar el fusil de Jennings, patentando el Smith-Jennings en 1851. Se estima que menos de 2.000 de estos dos modelos se fabricaron hasta 1852, cuando dejaron de producirse por problemas financieros.
En 1854, los socios Horace Smith y Daniel B. Wesson se unieron con Courtlandt Palmer, un empresario que había comprado los derechos de patente del Jennings y el Smith-Jennings, y mejoraron el funcionamiento del mecanismo, desarrollando la pistola Smith & Wesson Lever y el nuevo cartucho Volcanic. Smith agregó un fulminante a la "Bala Cohete" de Hunt y así creó el primer cartucho metálico integral, que juntaba en una sola unidad la bala, el fulminante y la pólvora. Mientras formó parte de la empresa, Smith hizo un avance al incorporar un tubo de cobre para contener la bala y la pólvora, con el fulminante en una pestaña de este, creando así una de las más significativas invenciones en la historia de las armas de fuego, el cartucho metálico de percusión anular (el cartucho de Smith, el .22 Corto, sería introducido al mercado junto al famoso revólver Smith & Wesson Modelo 1 en 1857, todavía siendo fabricado hoy).
La producción se realizó en la tienda de Horace Smith en Norwich, Connecticut. El nuevo cartucho mejoró considerablemente las prestaciones con respecto a la anterior Bala Cohete de Hunt.

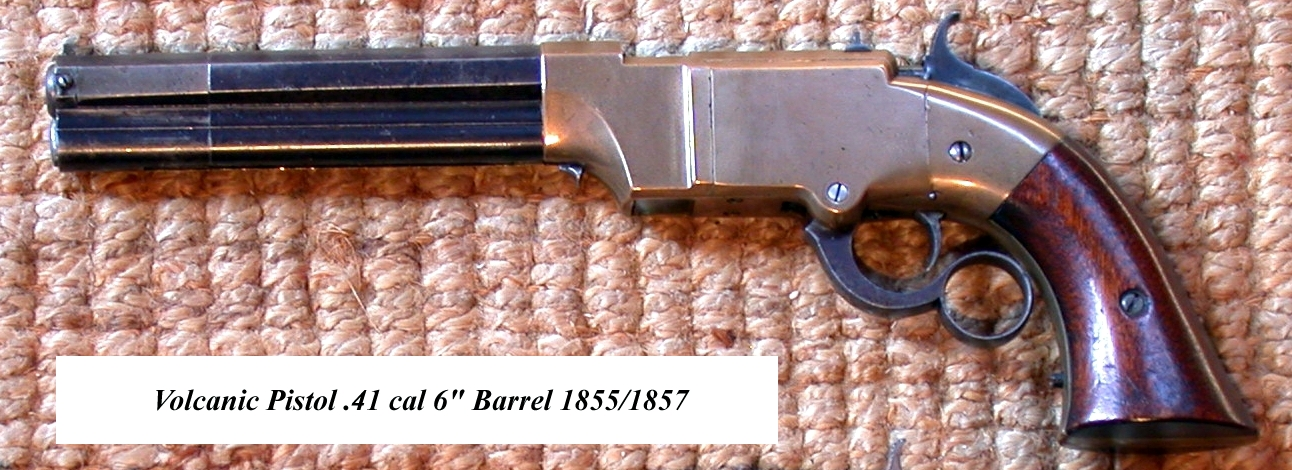
Pistola Volcanic Navy, calibre .41 y cañón de 6 pulgadas.

Originalmente con el nombre de "Smith & Wesson Company", el nombre fue cambiado a "Volcanic Repeating Arms Company" en 1855, con la adición de nuevos inversores, uno de los cuales fue Oliver Winchester. La Volcanic Repeating Arms Company obtuvo todos los derechos de los diseños Volcanic (versiones de fusil y pistola que seguían en producción en ese momento), así como sobre las municiones, la compañía Smith & Wesson Co.
Wesson permaneció como administrador de la fábrica durante 8 meses antes de reunirse con Smith para fundar la Smith & Wesson Revolver Company, con la obtención de la licencia del tambor de retrocarga patentado por Rollin White.
Winchester forzó a la insolvencia de la empresa Volcanic Arms Company y a finales de 1856, asumió la titularidad y trasladó la fábrica a New Haven, Connecticut, donde fue reorganizada como la New Haven Arms Company en abril de 1857. B. Tyler Henry fue contratado como superintendente de la fábrica cuando Robbins & Lawrence sufrió dificultades financieras y Henry dejó su empleo. Sin dejar de fabricar el fusil y la pistola Volcanic, Henry comenzó a experimentar con una nueva munición y modificó el diseño de la acción de palanca Volcanic para utilizarlo. El resultado fue el fusil Henry. En 1866, la empresa se reorganizó nuevamente, esta vez como la compañía Winchester Repeating Arms, y el nombre Winchester se convirtió en sinónimo de fusiles de palanca.

## Las armas Volcanic en ficción
El Jinete, protagonista de la serie de novelas de terror western Merkabah Rider de Edward M. Erdelac, porta una pistola Volcanic con incrustaciones de oro y plata, así como diversos talismanes y protecciones salomónicas, inclusive un Árbol de Sefirot de gemas en la empuñadura.
La pistola Volcanic aparece en los videojuegos Red Dead Redemption y Red Dead Redemption 2, así como en el posterior videojuego en línea Red Dead Online. También aparece en Fistful of Frags y en Call of Juarez: Bound in Blood.    

## Galería

Ejemplares de armas Volcanic
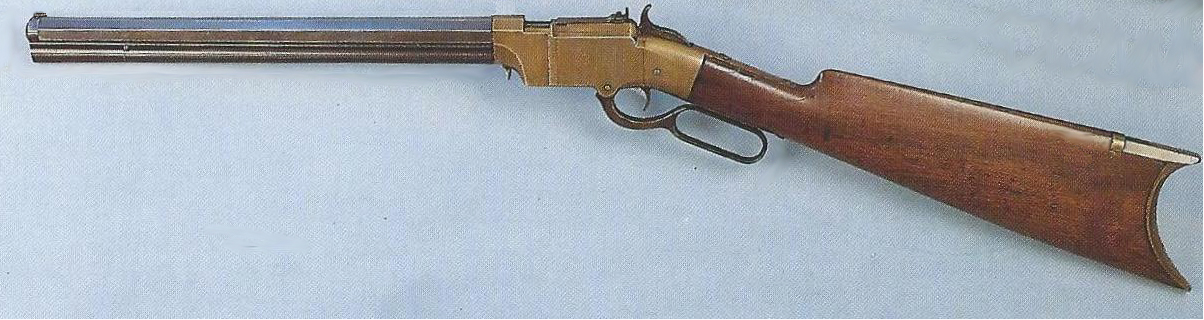
Carabina Volcanic.
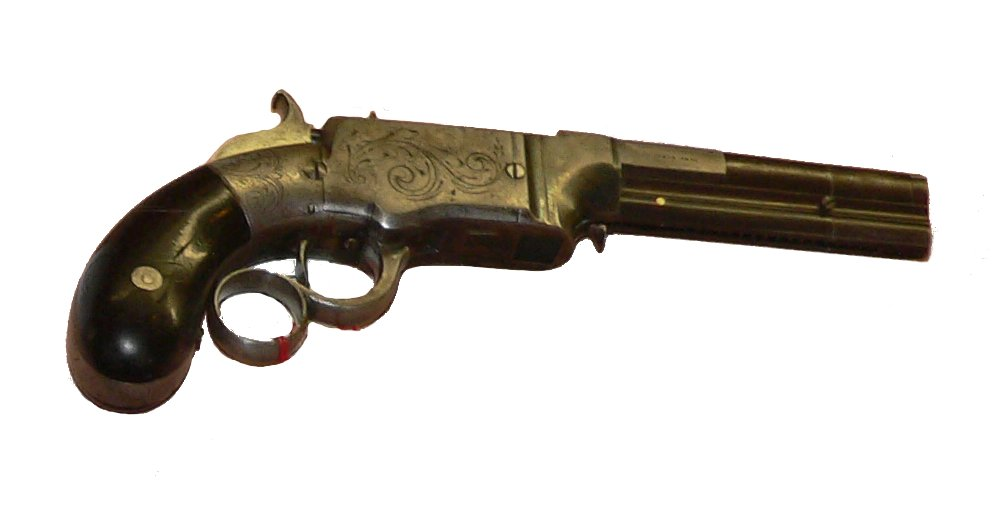
Pistola Smith & Wesson Volcanic, calibre .31, alrededor de 1855.
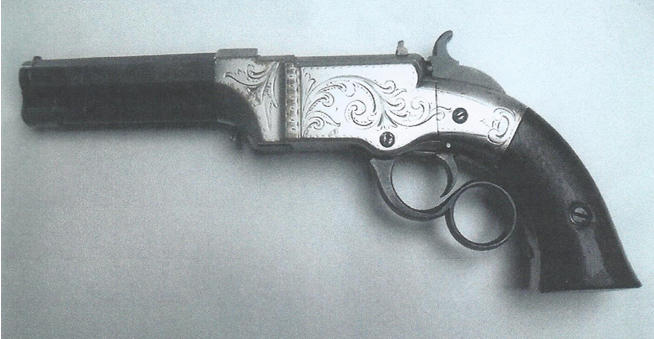
Pistola de bolsillo Volcanic.